# Championnats d'Afrique de tir à l'arc 2014
Navigation
Édition précédente Édition suivante
Les championnats d'Afrique de tir à l'arc 2014 sont une compétition sportive de tir à l'arc qui a été organisée du 10 au 13 octobre 2014 à Luxor, en Égypte. Il devrait s'agir de la 10e édition des championnats d'Afrique de tir à l'arc.

## Résultats[1],[2]

### Classique
| Épreuves          | Or                                                | Argent                                                | Bronze                                               |
| ----------------- | ------------------------------------------------- | ----------------------------------------------------- | ---------------------------------------------------- |
| Individuel hommes | Gavin Sutherland Zimbabwe                         | Ibrahim Sabry Égypte                                  | Hady Elkholosy Égypte                                |
| Individuel femmes | Hania Fouda Égypte                                | Reem Mansour Égypte                                   | Sandra Prinsloo Afrique du Sud                       |
| Par équipe hommes | Égypte Ibrahim Sabry Hady Elkholosy Aly Abdelbarr | Algérie Mounir Megehrbi Adlene Serir Abdelkarim Aggad | Maroc Aziz El Bissar Ismail Elalaoui Mohamed Jelloun |
| Par équipe mixte  | Égypte Amira Mansour Hady Elkholosy               | Afrique du Sud Sandra Prinsloo Marco Di Matteo        | Maroc Fatine Ouadoudi Aziz El Bissar                 |

### À poulie
| Épreuves          | Or                   | Argent                                  | Bronze                 |
| ----------------- | -------------------- | --------------------------------------- | ---------------------- |
| Individuel hommes | Ahmed Fakhry Égypte  | Muidh Rajah H. Albaqami Arabie saoudite | Ashraf Mohamed Égypte  |
| Individuel femmes | Hala Elgibily Égypte | Nancy Elgibily Égypte                   | Beanta Viviers Namibie |